# Whoopee! (musical)
Whoopee! è un musical statunitense in due atti che debuttò a Broadway il 4 dicembre 1928 al New Amsterdam Theatre. Venne rappresentato 407 volte e l'ultima replica andò in scena il 23 novembre 1929. La commedia musicale si basa sul lavoro teatrale The Nervous Wreck di Owen Davis. Il libretto è di William Anthony McGuire, parole e musica di Gus Kahn e di Walter Donaldson.
Prodotto da Florenz Ziegfeld, Jr., è stato uno dei più grandi successi delle scene americane, conosciuto anche internazionalmente grazie a Whoopee!, la sua trasposizione cinematografica. Sul palcoscenico, alcuni dei nomi più celebri della rivista statunitense, come Eddie Cantor, Ruth Etting, Buddy Ebsen più alcune delle più belle tra le famose Ziegfeld Girls.
Love Me or Leave Me, cantata da Ruth Etting, arriva in seconda posizione in classifica nel 1929, diventerà popolarissima (nel 2005 vince il Grammy Hall of Fame Award) e darà il titolo originale a Amami o lasciami, film biografico del 1955 sulla Etting che, sullo schermo, sarà interpretata da Doris Day che produrrà un album omonimo che raggiunge la prima posizione nella Billboard 200 per 25 settimane.
Altre note versioni della canzone sono state quelle di Guy Lombardo nel 1929, Peggy Lee nell'album Black Coffee del 1953, Miles Davis nell'album Walkin' del 1957, Nina Simone negli album Little Girl Blue del 1958 e Let It All Out del 1966, da Ella Fitzgerald nell'album Ella Swings Brightly with Nelson del 1962 premiato con il Grammy Award alla miglior interpretazione vocale femminile pop 1963 e nell'album As Time Goes By (Bryan Ferry) del 1999.

## Ripresa
Il musical venne ripreso nel 1979: debuttò il 14 febbraio all'ANTA Playhouse e chiuse dopo 204 rappresentazioni e 8 anteprime, il 12 agosto 1979. Diretto da Frank Corsaro con le coreografie di Dan Siretta, il cast presentava Charles Repole nel ruolo di Henry Williams, Beth Austin in quello di Sally Morgan, Carol Swarbrick come Mary e Susan Stroman in quello di Leslie Daw. La ripresa aveva delle musiche aggiunte di Kahn/Donaldson che non erano state usate nello spettacolo del 1928: My Baby Just Cares for Me (usata nel film del 1930), Yes, Sir, That's My Baby, e "You" (parole di Harold Adamson).  Love Me or Leave Me è cantata da Mary e da Henry.

## La trama
In California, Sally Morgan, la figlia di un allevatore, dovrebbe sposarsi con lo sceriffo Bob Wells pur se il suo cuore batte per l'indiano Wanenis. La ragazza scappa con Henry Williams, un ipocondriaco: a tutti i suoi problemi personali, si aggiungono quelli provocati da Sally che ha lasciato un biglietto dove dice di essere stata rapita. Lo sceriffo si lancia alla ricerca di Sally, mettendosi alla testa di un gruppo di inseguitori tra i quali si trova anche Mary, l'infermiera di Harry. Giunti alla riserva indiana dove vive Wanenis, la diva dello schermo Leslie Daw canta per tutti una dolce canzone.

## Le canzoni

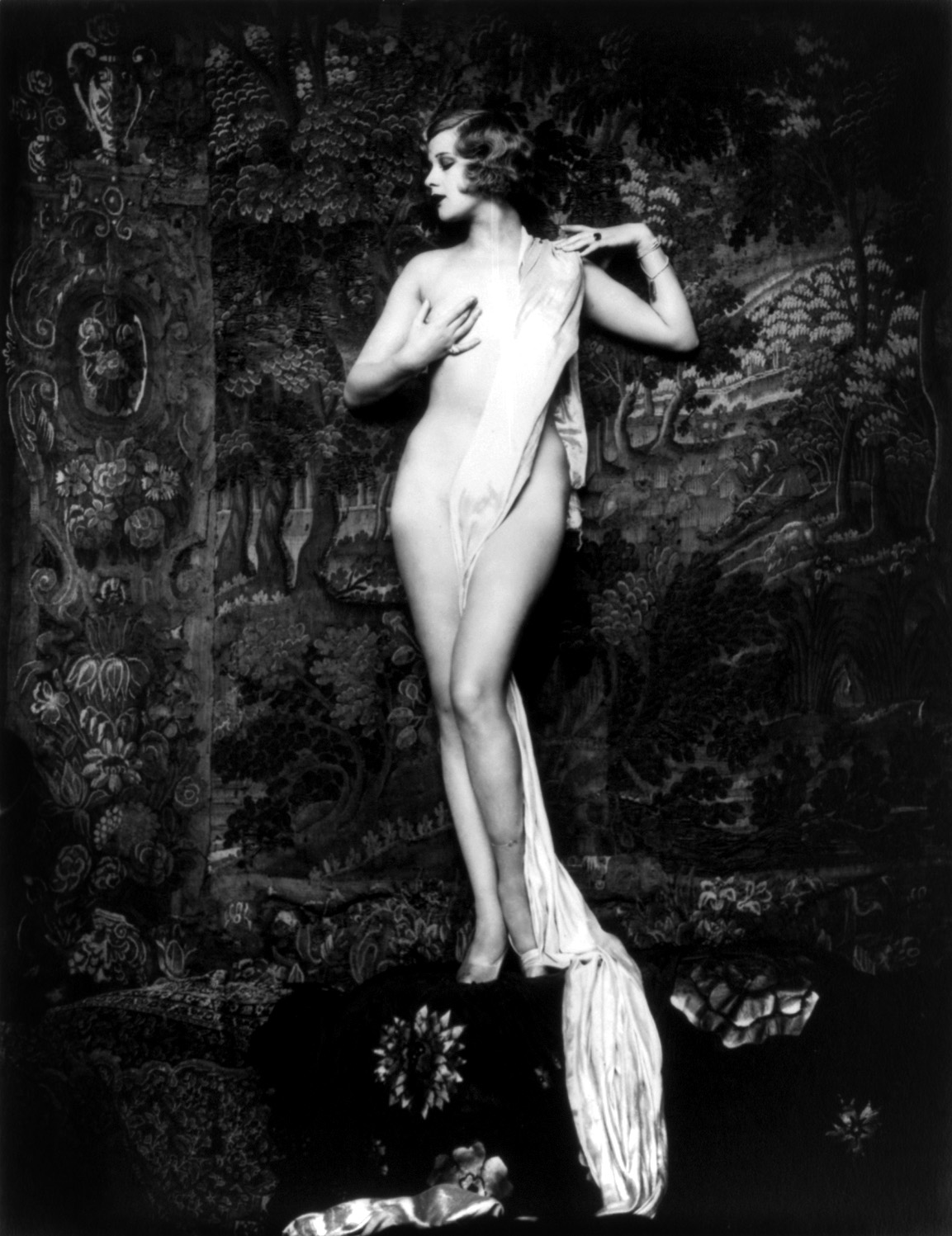
Hazel Forbes nel 1928

Musiche di Walter Donaldson, parole di Gus Kahn

### Atto Primo
- It's a Beautiful Day Today
- Here's to the Girl of My Heart
- Red, Red Rose
- Gypsy Joe
- Makin' Whoopee
- Until You Get Somebody Else
- Taps
- Come West, Little Girl, Come West
- The Movietone of the Gypsy Song

### Atto Secondo
- The Song of the Setting Sun
- Love Is the Mountain
- Red Mamma
- Love Me, or Leave Me
- Hallowe'en Whoopee Ball

## Il cast
Nel cast della prima figurano i nomi di:
- Eddie Cantor: Henry Williams
- Jean Ackerman: Estelle/ Ziegfeld Glorified Girl
- Josephine Adair: Mable /Ziegfeld Glorified Girl
- Sylvia Adam: Ma-ta-pe
- Colette Ayers: Ziegfeld Glorified Girl
- Agnes Ayres: Gyspy Joe Dancer
- Mabel Baade: Gyspy Joe Dancer /Ziegfeld Glorified Girl
- Peggy Bancroft: Ziegfeld Glorified Girl
- Elsie Behrens: Gyspy Joe Dancer 	/Ziegfeld Glorified Girl
- Olive Brady: Pearl / Eleanor
- Ann Brown: Gyspy Joe Dancer /Ziegfeld Glorified Girl
- Dorothy Brown: Modernistic Ballet / Gyspy Joe Dancer /Ziegfeld Glorified Girl
- Sam Bunin: Gentleman of the Ensemble
- Katherine Burke: Irene
- Spencer Charters: Jerome Underwood
- Chief Caupolican: Black Eagle
- Frank Colleti 	The Padre
- Marie Conway: Gyspy Joe Dancer /Ziegfeld Glorified Girl
- Mary Coyle: Gyspy Joe Dancer /Ziegfeld Glorified Girl
- Myrna Darby: Virginia 	 / Ziegfeld Glorified Girl
- Ruth Downey: Ziegfeld Glorified Girl
- Betty Dumbris: Ziegfeld Glorified Girl
- Madeline Dunbar:Modernistic Ballet / Gyspy Joe Dancer /Ziegfeld Glorified Girl
- Buddy Ebsen: Stetson Boy Dancer /Gentleman of the Ensemble
- Bill Erickson 	Stetson Boy Dancer
- Frank Ericson 	Gentleman of the Ensemble
- Ruth Etting: Leslie Daw
- Harold Ettos 	Stetson Boy Dancer / Gentleman of the Ensemble
- Muriel Finley: Lucille / Ziegfeld Glorified Girl
- Dorothy Flood: Modernistic Ballet /Gyspy Joe Dancer /Ziegfeld Glorified Girl
- Hazel Forbes: Ziegfeld Glorified Girl
- Bob Forte 	Gentleman of the Ensemble
- Frank Frey 	Pete
- Tamara Geva 	Yolandi
- Jack Gifford 	Jack
- Gladys Glad 	Betty / Ziegfeld Glorified Girl
- Betty Gray 	Ziegfeld Glorified Girl
- Muriel Gray 	Gyspy Joe Dancer / Ziegfeld Glorified Girl
- Paul Gregory 	Wanenis
- Edouard Grobe 	An Indian
- Francis Guinan 	Ziegfeld Glorified Girl
- Albert Hackett: Chester Underwood
- Vivian Hall 	Ziegfeld Glorified Girl
- James P. Houston 	"Brand Iron" Edwards /Comulo
- Meredith Howard 	Ziegfeld Glorified Girl
- Don Hudson 	Gentleman of the Ensemble
- Tom Hughes 	Stetson Boy Dancer /Gentleman of the Ensemble

- Yvonne Hughes 	Ziegfeld Glorified Girl
- Elenor Hunt 	Modernistic Ballet /Gyspy Joe Dancer /Ziegfeld Glorified Girl
- George Huntington 	Gentleman of the Ensemble
- Jack James 	Gentleman of the Ensemble
- Mary Jane 	Harriet Underwood
- Louise Joyce 	Gyspy Joe Dancer /Ziegfeld Glorified Girl
- Lillian Knight 	Ziegfeld Glorified Girl
- David Labris 	Gentleman of the Ensemble
- Wynne Lark 	Gyspy Joe Dancer / Ziegfeld Glorified Girl
- Helen Lehigh 	Ziegfeld Glorified Girl
- Tom Leventhal 	Gentleman of the Ensemble
- Jack Lewis 	Stetson Boy Dancer / Gentleman of the Ensemble
- Olga Loft 	Modernistic Ballet / Gyspy Joe Dancer /Ziegfeld Glorified Girl
- Elaine Mann 	Gyspy Joe Dancer/Ziegfeld Glorified Girl
- Chas. Mayon 	Stetson Boy Dancer /Gentleman of the Ensemble
- Freda Mierse 	Vivian
- Frieda Mierse 	Ziegfeld Glorified Girl
- Gwendolyn Milne 	Gyspy Joe Dancer /Ziegfeld Glorified Girl
- Joe Minitello 	Stetson Boy Dancer /Gentleman of the Ensemble
- Louis Morrell 	Judson Morgan
- Catherine Moylan 	Ziegfeld Glorified Girl
- Edward Nadeau 	Gentleman of the Ensemble
- Pat O'Day 	Gyspy Joe Dancer /Ziegfeld Glorified Girl
- Agnes O'Laughlin 	Modernistic Ballet/Gyspy Joe Dancer /Ziegfeld Glorified Girl
- Lillian Ostrum 	Modernistic Ballet /Gyspy Joe Dancer /Ziegfeld Glorified Girl
- Connie Owens 	Gyspy Joe Dancer/Ziegfeld Glorified Girl
- Dorothy Paterson 	Gyspy Joe Dancer
- Dorothy Patterson 	Ziegfeld Glorified Girl
- Charles Pettinger 	Gentleman of the Ensemble
- Will H. Philbrick 	Andy Nab
- Valerie Raemier 	Ziegfeld Glorified Girl
- Pauline Ray 	Ziegfeld Glorified Girl
- Bob Rice 	Joe /Morton
- Rita Riecker 	Gyspy Joe Dancer /Ziegfeld Glorified Girl
- Marion Roberts 	Modernistic Ballet /Gyspy Joe Dancer/Ziegfeld Glorified Girl
- Waldo Roberts 	Gentleman of the Ensemble
- Jerry Rogers 	Ziegfeld Glorified Girl
- Irving Ross 	Gentleman of the Ensemble
- Jack Rutherford 	Sheriff Bob Wells
- Jack Shaw 	Jim Carson/Timothy Sloane /Tejou
- Ethel Shutta 	Mary Custer
- Adele Smith 	Alice /Ziegfeld Glorified Girl
- Frances Upton 	Sally Morgan
- Helen Walsh 	Ziegfeld Glorified Girl
- Matt Webster 	Gentleman of the Ensemble
- Bobbe Weeks 	Gyspy Joe Dancer
- Bobbie Wellsley 	Ziegfeld Glorified Girl
- Gil White 	Stetson Boy Dancer